# Campionato Italiano Velocità 2022
Quella del 2022 è la centunesima edizione del campionato italiano velocità. 

## Stagione
La stagione inizia nel fine settimana del 1/3 aprile al Misano e termina il 9 ottobre a Imola per un totale di dodici gare in calendario. Come nelle stagioni precedenti, è prevista la partecipazione di piloti wild card fuori classifica. A livello regolamentare, le novità più importanti sono le seguentiː
- L'introduzione del fornitore unico di gomme Dunlop nella classe Superbike.[2]
- La doppia classifica nella classe Supersport (la prima dedicata ai modelli di motociclette già utilizzati nelle stagioni precedenti, la seconda dedicata alle moto di recente omologazione come previsto per il campionato mondiale).[3]
- L'introduzione del motore unico nella classe Moto3 (di marca Honda e di derivazione crossistica).[3]

La gara notturna invece, sperimentata per la prima volta nel 2021, viene confermata in quest'annata e si svolge nuovamente nella seconda prova a Misano.
Nella Superbike si impone Michele Pirro su Panigale V4 del Barni Spark Racing Team. Pirro, con sette vittorie consecutive nella prima parte di stagione, conquista un ampio margine in termine di punti riuscendo a resistere alla rimonta di Alessandro Delbianco (Nuova M2 Aprilia) che coglie due successi nel finale di campionato al Mugello e a Imola. Le restanti due prove vanno a Luca Vitali (nella gara inaugurale a Misano) con una Honda CBR1000RR-R e a Randy Krummenacher al Mugello con una Yamaha YZF-R1. Per le due case giapponesi si tratta di un ritorno al successo atteso a lungoː entrambe vinsero l'ultima volta nel 2008. Tra i costruttori prevale Ducati con un margine di quaranta punti su Aprilia. Terza e quarta si classificano Yamaha e Honda in grado di ottenere diversi piazzamenti a podio. Più staccate Suzuki e Kawasaki.
Nella categoria Supersport 600CIV il titolo va, con una gara d'anticipo, a Marco Bussolotti su Yamaha YZF-R6 del team Axon-Seven. Bussolotti, che sale sul podio in tutte le prove disputate, sopravanza di cinquantacinque punti il compagno di marca Kevin Zannoni. Tra i costruttori prevale Yamaha che si impone in tutte le prove lasciando a Kawasaki (impegnata in questa categoria con un solo pilotaː Simone Saltarelli) due piazzamenti a podio. Nelle Next Generation della Supersport a primeggiare è Nicholas Spinelli con una Panigale V2 del Barni Spark Racing Team. Spinelli vince una sola gara (al Mugello) ma, grazie ad altri sette piazzamenti a podio, sopravanza di dieci punti il pilota Yamaha Massimo Roccoli del team Promo Driver Organization. Per Spinelli si tratta del terzo titolo italiano dopo i due conquistati in Moto3 nel 2017 e 2019. Tra i costruttori prevale Yamaha che vince le prime otto gare consecutive staccando di venticinque punti Ducati che si impone nelle ultime tre.
Leonardo Carnevali, con una Kawasaki Ninja 400 del Box Pedercini Corse vince la sesta edizione del campionato italiano Supersport 300. Carnevali vince tre prove sopravanzando il campione uscente Matteo Vannucci per venticinque punti. Vannucci ottiene un numero maggiore di vittorie ma deve saltare il secondo evento a Misano e la prova finale a Imola vista la sua contemporanea partecipazione al mondiale Supersport 300. Sei vittorie pari per le due case giapponesi Yamaha e Kawasaki con quest'ultima che primeggia per i migliori piazzamenti. Disputa la metà delle prove anche KTM che non ottiene punti. Nella Moto3 il titolo va all'esordiente Cesare Tiezzi. Tiezzi, in forza al AC Racing Team, vince la prima e l'ultima gara del campionato andando sempre a punti con un sesto posto come peggior risultato stagionale. Secondo staccato di soli due punti si classifica Nicola Fabio Carraro che si impone in cinque prove ma deve saltare il secondo appuntamento al Mugello perché impegnato a sostituire Matteo Bertelle nel Motomondiale con il team QJ Motor Avintia Racing. Tra i costruttori prevale BeOn che vince undici delle dodici gare previste, buona stagione anche per 2WheelsPoliTOː la motocicletta sviluppata dal Politecnico di Torino ottiene il podio in tutte le prove disputate e vince a Misano con Alberto Ferrandez Beneite.

## Calendario
Dove non indicata la nazionalità si intende pilota italiano.
| Nº | Data                  | Gran Premio | Vincitore Superbike  | Vincitore Supersport 600CIV | Vincitore Supersport N.G. | Vincitore Supersport 300 | Vincitore Moto3      |
| -- | --------------------- | ----------- | -------------------- | --------------------------- | ------------------------- | ------------------------ | -------------------- |
| 1  | 1°, 2 e 3 aprile      | Misano 1    | Luca Vitali          | Kevin Zannoni               | Stefano Valtulini         | Matteo Vannucci          | Cesare Tiezzi        |
| 1  | 1°, 2 e 3 aprile      | Misano 1    | Michele Pirro        | Kevin Zannoni               | Roberto Mercandelli       | Matteo Vannucci          | Alberto Ferrandez    |
| 2  | 6, 7 e 8 maggio       | Vallelunga  | Michele Pirro        | Marco Bussolotti            | Massimo Roccoli           | Emanuele Vocino          | Nicola Fabio Carraro |
| 2  | 6, 7 e 8 maggio       | Vallelunga  | Michele Pirro        | Marco Bussolotti            | Massimo Roccoli           | Matteo Vannucci          | Nicola Fabio Carraro |
| 3  | 17, 18 e 19 giugno    | Mugello 1   | Michele Pirro        | Marco Bussolotti            | Lorenzo Baldassarri       | Leonardo Carnevali       | Nicola Fabio Carraro |
| 3  | 17, 18 e 19 giugno    | Mugello 1   | Michele Pirro        | Emanuele Pusceddu           | Lorenzo Baldassarri       | Leonardo Carnevali       | Guido Pini           |
| 4  | 29, 30 e 31 luglio    | Misano 2    | Michele Pirro        | Marco Bussolotti            | Roberto Mercandelli       | Dorren Loureiro          | Nicola Fabio Carraro |
| 4  | 29, 30 e 31 luglio    | Misano 2    | Michele Pirro        | Emanuele Pusceddu           | Roberto Mercandelli       | Emanuele Vocino          | Guido Pini           |
| 5  | 16, 17 e 18 settembre | Mugello 2   | Randy Krummenacher   | Emanuele Pusceddu           | Nicholas Spinelli         | Matteo Vannucci          | Vicente Pérez        |
| 5  | 16, 17 e 18 settembre | Mugello 2   | Alessandro Delbianco | Evento Annullato            | Evento Annullato          | Matteo Vannucci          | Vicente Pérez        |
| 6  | 7, 8 e 9 ottobre      | Imola       | Alessandro Delbianco | Marco Bussolotti            | Matteo Ferrari            | Alfonso Coppola          | Nicola Fabio Carraro |
| 6  | 7, 8 e 9 ottobre      | Imola       | Lorenzo Zanetti      | Marco Bussolotti            | Matteo Patacca            | Leonardo Carnevali       | Cesare Tiezzi        |

## Classifiche

### Superbike

#### Piloti Iscritti[57]
Dove non indicata la nazionalità si intende pilota italiano. Tutte le motociclette in competizione sono equipaggiate con pneumatici forniti dalla Dunlop.
| Nº  | Pilota               | Motoclub                     | Squadra                          | Motocicletta |
| --- | -------------------- | ---------------------------- | -------------------------------- | ------------ |
| 9   | Andrea Mantovani     | F. Baracca                   | Broncos Racing Team              | Ducati       |
| 10  | Agostino Santoro     | Moto S.P.S.                  | The Blacksheep Team              | Honda        |
| 10  | Agostino Santoro     | Moto S.P.S.                  | DMR Racing                       | Honda        |
| 11  | Alessandro Andreozzi | I Piceni                     | The Blacksheep Team              | Honda        |
| 13  | Matteo Giacomazzo    | El Ciodo                     | DMR Racing                       | Honda        |
| 21  | Randy Krummenacher   | FMS                          | Keope Motor Team                 | Yamaha       |
| 24  | Simone Corsi         | G.S. Fiamme Oro Milano       | Keope Motor Team                 | Yamaha       |
| 32  | Sheridan Morais      | MSA                          | Black Flag Motorsport            | Kawasaki     |
| 33  | Flavio Ferroni       | Viadana                      | DMR Racing                       | Honda        |
| 33  | Flavio Ferroni       | Viadana                      | Keope Motor Team                 | Yamaha       |
| 34  | Kevin Manfredi       | Viadana                      | Penta Motorsport                 | Suzuki       |
| 51  | Michele Pirro        | G.S. Fiamme Oro Milano       | Barni Spark Racing Team          | Ducati       |
| 52  | Alessandro Delbianco | Viadana Nuova M2 Racing      | Nuova M2 Racing                  | Aprilia      |
| 53  | Gianluca Sconza      | Piccole Pesti                | Faieta Motors By Speedaction     | Yamaha       |
| 54  | Mattia Pasini        | N.M.C. Renzo Pasolini        | Keope Motor Team                 | Yamaha       |
| 55  | Michal Filla         | ACCR                         | Barni Spark Racing Team          | Ducati       |
| 59  | Niccolò Canepa       | Gentlemen's M.C. Roma        | Keope Motor Team                 | Yamaha       |
| 70  | Luca Vitali          | Moto Club Paolo Tordi        | Scuderia Improve - Firenze Motor | Honda        |
| 72  | Doriano Vietti Ramus | Centauro Club Forno Canavese | Nuova M2 Racing                  | Aprilia      |
| 73  | Simone Saltarelli    | Adriatica Racing             |                                  | Honda        |
| 76  | Samuele Cavalieri    | Moto Club Paolo Tordi        | Black Flag Motorsport            | Kawasaki     |
| 81  | Alex Bernardi        | Over 40 Racing Team          | Nuova M2 Racing                  | Aprilia      |
| 87  | Lorenzo Zanetti      | Lumezzane                    | Broncos Racing Team              | Ducati       |
| 134 | Danny Webb           | ACU                          | Penta Motorsport                 | Suzuki       |
| 159 | Alex Schacht         | DMU                          |                                  | Ducati       |

| Legenda            |
| ------------------ |
| Pilota wildcard    |
| Pilota sostitutivo |

#### Classifica Piloti[58]
| Pos. | Pilota               | Moto           | 1 MIS1 | 2 MIS2 | 3 VAL1 | 4 VAL2 | 5 MUG1 | 6 MUG2 | 7 MIS1 | 8 MIS2 | 9 MUG1 | 10 MUG2 | 11 IMO1 | 12 IMO2 | P.ti |
| ---- | -------------------- | -------------- | ------ | ------ | ------ | ------ | ------ | ------ | ------ | ------ | ------ | ------- | ------- | ------- | ---- |
| 1    | Michele Pirro        | Ducati         | 12     | 1      | 1      | 1      | 1      | 1      | 1      | 1      | 11     | Rit     | 11      | 5       | 200  |
| 2    | Alessandro Delbianco | Aprilia        | 9      | 3      | 3      | 2      | 5      | 4      | 2      | 2      | Rit    | 1       | 1       | 3       | 189  |
| 3    | Luca Vitali          | Honda          | 1      | 6      | 6      | 4      | Rit    | 6      | 3      | 6      | 3      | 3       | 3       | 4       | 155  |
| 4    | Andrea Mantovani     | Ducati         | Rit    | 4      | 4      | Rit    | 2      | 2      | 5      | 5      |        |         | 2       | 2       | 128  |
| 5    | Randy Krummenacher   | Yamaha         |        |        | 5      | Rit    | 4      | 5      | 8      | 3      | 1      | 2       | 4       | Rit     | 117  |
| 6    | Niccolò Canepa       | Yamaha         | 3      | 2      | 2      | 3      | 3      | 3      |        |        |        |         |         |         | 104  |
| 7    | Agostino Santoro     | Honda          |        |        | 10     | 5      | 7      | 7      | 17     | Rit    | 4      | 5       | 5       | 7       | 79   |
| 8    | Doriano Vietti Ramus | Aprilia        | 6      | 8      | 8      | Rit    | 9      | 10     | 10     | 9      | 6      | Rit     | 9       | 10      | 75   |
| 9    | Alex Bernardi        | Aprilia        | 4      | NP     |        |        | 6      | Rit    | 9      | 14     | 2      | Rit     | 7       | 8       | 69   |
| 10   | Lorenzo Zanetti      | Ducati         | 2      | NP     |        |        |        |        | 4      | 7      |        |         | Rit     | 1       | 67   |
| 11   | Flavio Ferroni       | Honda e Yamaha | 5      | 5      | 7      | Rit    | NP     | Rit    | 12     | 12     | 5      | 4       | SQ      | Rit     | 63   |
| 12   | Michal Filla         | Ducati         | 8      | 11     | 12     | 8      | 11     | Rit    | 15     | Rit    | 8      | 9       | 8       | 9       | 61   |
| 13   | Kevin Manfredi       | Suzuki         |        |        | 9      | 7      | 8      | 8      | 11     | 10     |        |         | 10      | 6       | 59   |
| 14   | Gianluca Sconza      | Yamaha         | 13     | 12     | 14     | 9      | 12     | 9      | 14     | 11     | 10     | 7       |         |         | 49   |
| 15   | Sheridan Morais      | Kawasaki       | 7      | 9      | 13     | 6      | 10     | 11     |        |        |        |         |         |         | 40   |
| 16   | Matteo Giacomazzo    | Honda          | 10     | 10     | 11     | Rit    | 13     | 12     | 16     | 13     | 9      | Rit     |         |         | 34   |
| 17   | Alessandro Andreozzi | Honda          |        |        |        |        |        |        |        |        | 7      | 8       | 6       | Rit     | 27   |
| 18   | Simone Corsi         | Yamaha         |        |        |        |        |        |        | 6      | 4      |        |         |         |         | 23   |
| 19   | Samuele Cavalieri    | Kawasaki       |        |        |        |        |        |        | 13     | 8      | Rit    | 6       | NP      | NP      | 21   |
| 20   | Simone Saltarelli    | Honda          |        |        |        |        |        |        | 7      | Rit    |        |         |         |         | 9    |
| 21   | Mattia Pasini        | Yamaha         | Rit    | 7      |        |        |        |        |        |        |        |         |         |         | 9    |
| 22   | Danny Webb           | Suzuki         | 11     | Rit    |        |        |        |        |        |        |        |         |         |         | 5    |
| NC   | Alessio Finello      | Honda          |        |        |        |        |        |        |        |        |        |         | Rit     | NP      | 0    |
| -    | Alex Schacht         | Ducati         | NP     | NP     |        |        |        |        |        |        | NQ     | NQ      | NQ      | NQ      | 0    |
| Pos. | Pilota               | Moto           | 1 MIS1 | 2 MIS2 | 3 VAL1 | 4 VAL2 | 5 MUG1 | 6 MUG2 | 7 MIS1 | 8 MIS2 | 9 MUG1 | 10 MUG2 | 11 IMO1 | 12 IMO2 | P.ti |

| Legenda | 1º posto        | 2º posto            | 3º posto           | A punti      | Senza punti        | Grassetto – Pole position Corsivo – Giro più veloce |
| Legenda | Gara non valida | Non qual./Non part. | Ritirato/Non class | Squalificato | '-' Dato non disp. | Grassetto – Pole position Corsivo – Giro più veloce |

#### Classifica Costruttori[59]
| Pos. | Costruttore | 1 MIS1 | 2 MIS2 | 3 VAL1 | 4 VAL2 | 5 MUG1 | 6 MUG2 | 7 MIS1 | 8 MIS2 | 9 MUG1 | 10 MUG2 | 11 IMO1 | 12 IMO2 | P.ti |
| ---- | ----------- | ------ | ------ | ------ | ------ | ------ | ------ | ------ | ------ | ------ | ------- | ------- | ------- | ---- |
| 1    | Ducati      | 2      | 1      | 1      | 1      | 1      | 1      | 1      | 1      | 8      | 9       | 2       | 1       | 255  |
| 2    | Aprilia     | 4      | 3      | 3      | 2      | 5      | 4      | 2      | 2      | 2      | 1       | 1       | 3       | 215  |
| 3    | Yamaha      | 3      | 2      | 2      | 3      | 3      | 3      | 6      | 3      | 1      | 2       | 4       | 11      | 193  |
| 4    | Honda       | 1      | 5      | 6      | 4      | 7      | 6      | 3      | 6      | 3      | 3       | 3       | 4       | 165  |
| 5    | Suzuki      | 11     | Rit    | 9      | 7      | 8      | 8      | 11     | 10     |        |         | 10      | 6       | 64   |
| 6    | Kawasaki    | 7      | 9      | 13     | 6      | 10     | 11     | 13     | 8      | Rit    | 6       | NP      | NP      | 61   |

### Supersport
Dove non indicata la nazionalità si intende pilota italiano. Tutte le motociclette in competizione sono equipaggiate con pneumatici forniti dalla Pirelli. Le due sottoclassi corrono contemporaneamente nello stesso evento, quindi le pole position sono nella tabella del pilota facente parte di quella classifica. Gara 2 del secondo appuntamento al Mugello è stata annullata a causa di una serie di incidenti e perdite d'olio di motociclette danneggiate.

#### Classifica Piloti 600CIV[61]
Tutti i piloti impegnati in questa categoria, tranne Simone Saltarelli che utilizza una Kawasaki ZX-6R, gareggiano con motociclette Yamaha.
| Pos. | Pilota             | 1 MIS1 | 2 MIS2 | 3 VAL1 | 4 VAL2 | 5 MUG1 | 6 MUG2 | 7 MIS1 | 8 MIS2 | 9 MUG1 | 10 MUG2 | 11 IMO1 | 12 IMO2 | P.ti |
| ---- | ------------------ | ------ | ------ | ------ | ------ | ------ | ------ | ------ | ------ | ------ | ------- | ------- | ------- | ---- |
| 1    | Marco Bussolotti   | 2      | 2      | 1      | 1      | 1      | 2      | 1      | 2      | 2      | AN      | 1       | 1       | 250  |
| 2    | Kevin Zannoni      | 1      | 1      | 2      | 2      | 2      | 3      | 4      | NP     | 3      | AN      | 2       | 2       | 195  |
| 3    | Armando Pontone    | 3      | 3      | 8      | 4      | 3      | 5      | 6      | 3      | 4      | AN      | 3       | 3       | 151  |
| 4    | Emanuele Pusceddu  | 4      | 4      | 3      | SQ     | 4      | 1      | 2      | 1      | 1      | AN      |         |         | 150  |
| 5    | Andrea Natali      | 7      | 5      | 4      | 5      | 5      | 6      | 7      | 7      | 8      | AN      | 5       | 4       | 115  |
| 6    | Simone Saltarelli  | 5      | Rit    | Rit    | 3      | 6      | 4      | 3      | NP     | 5      | AN      | 4       | 5       | 101  |
| 7    | Nicholas Luzzi     | 8      | 8      | 10     | 9      | 10     | 11     | 10     | 6      | 7      | AN      | 8       | 7       | 82   |
| 8    | Shogo Kawasaki     | 6      | Rit    | 9      | 7      | 8      | 7      | 8      | NP     | 6      | AN      | 7       | Rit     | 72   |
| 9    | Raffaele Fusco     | Rit    | 6      | Rit    | 6      | 7      | 8      | 5      | 4      | Rit    | AN      | 6       | Rit     | 71   |
| 10   | Roberto Ferrara    | 10     | 7      | 6      | Rit    | Rit    | 10     | 9      | 5      |        |         | 9       | 6       | 66   |
| 11   | Antonio Sorrentino | 11     | Rit    | 5      | Rit    | 9      | 9      | Rit    | NP     |        |         |         |         | 30   |
| 12   | Andrea Baiamonte   |        |        | 9      | 8      |        |        |        |        |        |         |         |         | 15   |
| 13   | Lee Doti           | 9      | 9      |        |        |        |        |        |        |        |         |         |         | 14   |
| Pos. | Pilota             | 1 MIS1 | 2 MIS2 | 3 VAL1 | 4 VAL2 | 5 MUG1 | 6 MUG2 | 7 MIS1 | 8 MIS2 | 9 MUG1 | 10 MUG2 | 11 IMO1 | 12 IMO2 | P.ti |

| Legenda | 1º posto        | 2º posto            | 3º posto           | A punti      | Senza punti        | Grassetto – Pole position Corsivo – Giro più veloce |
| Legenda | Gara non valida | Non qual./Non part. | Ritirato/Non class | Squalificato | '-' Dato non disp. | Grassetto – Pole position Corsivo – Giro più veloce |

#### Classifica Costruttori 600CIV[62]
| Pos. | Costruttore | 1 MIS1 | 2 MIS2 | 3 VAL1 | 4 VAL2 | 5 MUG1 | 6 MUG2 | 7 MIS1 | 8 MIS2 | 9 MUG1 | 10 MUG2 | 11 IMO1 | 12 IMO2 | P.ti |
| ---- | ----------- | ------ | ------ | ------ | ------ | ------ | ------ | ------ | ------ | ------ | ------- | ------- | ------- | ---- |
| 1    | Yamaha      | 1      | 1      | 1      | 1      | 1      | 1      | 1      | 1      | 1      | AN      | 1       | 1       | 275  |
| 2    | Kawasaki    | 5      | Rit    | Rit    | 3      | 6      | 4      | 3      | NP     | 5      | AN      | 4       | 5       | 101  |

#### Classifica Piloti NG[61]
| Pos. | Pilota              | Moto      | 1 MIS1 | 2 MIS2 | 3 VAL1 | 4 VAL2 | 5 MUG1 | 6 MUG2 | 7 MIS1 | 8 MIS2 | 9 MUG1 | 10 MUG2 | 11 IMO1 | 12 IMO2 | P.ti |
| ---- | ------------------- | --------- | ------ | ------ | ------ | ------ | ------ | ------ | ------ | ------ | ------ | ------- | ------- | ------- | ---- |
| 1    | Nicholas Spinelli   | Ducati    | 2      | 3      | 8      | Rit    | 4      | 2      | 2      | 2      | 1      | AN      | 2       | 2       | 182  |
| 2    | Massimo Roccoli     | Yamaha    | 3      | 4      | 1      | 1      | 6      | 6      | 3      | 4      | 4      | AN      | 3       | 3       | 172  |
| 3    | Matteo Ferrari      | Ducati    | 5      | 8      | 6      | 8      | 3      | 3      | 4      | 3      | 2      | AN      | 1       | 4       | 156  |
| 4    | Roberto Mercandelli | Yamaha    | Rit    | 1      | Rit    | 3      | 2      | 7      | 1      | 1      | 7      | AN      | 4       | Rit     | 142  |
| 5    | Matteo Patacca      | Ducati    | 8      | 7      | 2      | 7      | 7      | 4      | 6      | 5      | 5      | AN      | 5       | 1       | 136  |
| 6    | Stefano Valtulini   | Yamaha    | 1      | 2      | 7      | 5      | 8      | 5      | 8      | 7      | Rit    | AN      | 8       | 6       | 119  |
| 7    | Luca Ottaviani      | Yamaha    | 4      | 5      | 3      | 2      | 11     | 12     | 9      | 9      | Rit    | AN      | Rit     | 7       | 92   |
| 8    | Matteo Cirpietti    | Ducati    | 10     | Rit    | 4      | 4      | 5      | 8      | 10     | NP     | 12     | AN      | 6       | Rit     | 71   |
| 9    | Davide Stirpe       | MV Agusta | 9      | Rit    | 9      | 9      | 9      | 9      | 11     | 6      | Rit    | AN      | 9       | 12      | 61   |
| 10   | Simon Jespersen     | Ducati    | 6      | 6      | 15     | 6      | 10     | 10     | 7      | NP     | 8      | AN      | [ 63 ]  | [ 63 ]  | 60   |
| 11   | Lorenzo Baldassarri | Yamaha    |        |        |        |        | 1      | 1      |        |        |        |         |         |         | 50   |
| 12   | Lorenzo Gabellini   | Ducati    |        |        |        |        |        |        | 5      | NP     | 3      | AN      | 7       | 5       | 47   |
| 13   | Luigi Montella      | Yamaha    | 13     | 12     | 13     | 10     | 12     | 11     | 14     | 10     | 14     | AN      | SQ      | 13      | 38   |
| 14   | Michael Canducci    | Yamaha    | 11     | 9      | 11     | 11     | 14     | 15     | 15     | 8      |        |         |         |         | 34   |
| 15   | Mattia Casadei      | Yamaha    | 7      | 10     | 5      | 14     |        |        | 12     | Rit    | Rit    | AN      | Rit     | Rit     | 32   |
| 16   | Andrea Giombini     | MV Agusta | SQ     | 11     | 10     | Rit    | Rit    | 14     | 13     | NP     |        |         | 11      | 10      | 27   |
| 17   | Vincenzo Lagonigro  | Ducati    | 12     | Rit    | 12     | 12     | Rit    | NP     |        |        | 13     | AN      | 14      | 14      | 19   |
| 18   | Hikari Ōkubo        | Kawasaki  |        |        |        |        |        |        |        |        | 6      | AN      | 10      | 8       | 24   |
| 19   | Daniel Blin         | Ducati    |        |        |        |        | 13     | 13     | Rit    | NP     | 10     | AN      | 12      | 9       | 23   |
| 20   | Mateusz Hulewick    | Ducati    |        |        |        |        | 15     | 16     | 17     | 12     | 9      | AN      | 13      | 11      | 20   |
| 21   | Andrea Campaci      | MV Agusta | Rit    | 13     |        |        |        |        | 16     | 11     | 11     | AN      | Rit     | NP      | 13   |
| 22   | Andrea Bolognesi    | Ducati    | 14     | 14     | 14     | 13     | 16     | Rit    |        |        |        |         |         |         | 9    |
| NC   | Baris Sahin         | Yamaha    |        |        |        |        |        |        | Rit    | Rit    |        |         |         |         | 0    |
| -    | Manuel Rocca        | Yamaha    | Rit    | NP     |        |        |        |        |        |        |        |         |         |         | 0    |
| Pos. | Pilota              | Moto      | 1 MIS1 | 2 MIS2 | 3 VAL1 | 4 VAL2 | 5 MUG1 | 6 MUG2 | 7 MIS1 | 8 MIS2 | 9 MUG1 | 10 MUG2 | 11 IMO1 | 12 IMO2 | P.ti |

| Legenda | 1º posto        | 2º posto            | 3º posto           | A punti      | Senza punti        | Grassetto – Pole position Corsivo – Giro più veloce |
| Legenda | Gara non valida | Non qual./Non part. | Ritirato/Non class | Squalificato | '-' Dato non disp. | Grassetto – Pole position Corsivo – Giro più veloce |

#### Classifica Costruttori NG[62]
| Pos. | Costruttore | 1 MIS1 | 2 MIS2 | 3 VAL1 | 4 VAL2 | 5 MUG1 | 6 MUG2 | 7 MIS1 | 8 MIS2 | 9 MUG1 | 10 MUG2 | 11 IMO1 | 12 IMO2 | P.ti |
| ---- | ----------- | ------ | ------ | ------ | ------ | ------ | ------ | ------ | ------ | ------ | ------- | ------- | ------- | ---- |
| 1    | Yamaha      | 1      | 1      | 1      | 1      | 1      | 1      | 1      | 1      | 4      | AN      | 3       | 3       | 245  |
| 2    | Ducati      | 2      | 3      | 2      | 4      | 3      | 2      | 2      | 2      | 1      | AN      | 1       | 1       | 220  |
| 3    | MV Agusta   | 9      | 11     | 9      | 9      | 9      | 9      | 11     | 6      | 11     | AN      | 9       | 10      | 73   |
| 4    | Kawasaki    |        |        |        |        |        |        |        |        | 6      | AN      | 10      | 8       | 24   |

### Supersport 300

#### Classifica Piloti[64]
Dove non indicata la nazionalità si intende pilota italiano. Tutte le motociclette in competizione sono equipaggiate con pneumatici forniti dalla Pirelli.
| Pos. | Pilota                 | Moto              | 1 MIS1 | 2 MIS2 | 3 VAL1 | 4 VAL2 | 5 MUG1 | 6 MUG2 | 7 MIS1 | 8 MIS2 | 9 MUG1 | 10 MUG2 | 11 IMO1 | 12 IMO2 | P.ti |
| ---- | ---------------------- | ----------------- | ------ | ------ | ------ | ------ | ------ | ------ | ------ | ------ | ------ | ------- | ------- | ------- | ---- |
| 1    | Leonardo Carnevali     | Kawasaki          | Rit    | 2      | 2      | 2      | 1      | 1      | 2      | 6      | 3      | 6       | 7       | 1       | 200  |
| 2    | Matteo Vannucci        | Yamaha            | 1      | 1      | 6      | 1      | 2      | 2      | [ 65 ] | [ 65 ] | 1      | 1       | [ 66 ]  | [ 66 ]  | 175  |
| 3    | Emanuele Vocino        | Kawasaki          | 2      | 3      | 1      | 30     | 5      | 4      | 8      | 1      | 8      | Rit     | 3       | 4       | 155  |
| 4    | Óscar Nuñez            | Kawasaki          | 4      | SQ     | 8      | 3      | 4      | 3      | Rit    | 4      | 2      | Rit     | 2       | Rit     | 119  |
| 5    | Alfonso Coppola        | Yamaha            | 8      | 10     | 7      | 4      | 3      | 5      | 17     | 7      | 4      | 13      | 1       | Rit     | 113  |
| 6    | Nicolas Marfurt        | Yamaha            | Rit    | 6      | Rit    | Rit    | 7      | Rit    | Rit    | 2      | 7      | 2       | 4       | 3       | 97   |
| 7    | Dorren Loureiro        | Kawasaki          |        |        |        |        | 11     | 10     | 1      | 3      | 6      | 8       | 6       | 5       | 91   |
| 8    | Mattia Martella        | Kawasaki          | 11     | 4      | 10     | Rit    | 10     | 6      | 3      | 6      | 9      | 10      | Rit     | 7       | 84   |
| 9    | Filippo Rovelli        | Yamaha            | 3      | 5      | 4      | 5      | 12     | 9      | Rit    | NP     |        |         | 8       | 10      | 76   |
| 10   | Davide Conte           | Kawasaki          | 6      | 9      | 9      | 8      | Rit    | 13     | 5      | Rit    | 13     | 3       | 13      | 11      | 73   |
| 11   | Samuele Marino         | Kawasaki          | Rit    | 8      | 3      | 6      | 13     | 14     | 6      | 8      |        |         |         |         | 57   |
| 12   | Antonio Frappola       | Kawasaki          | 10     | 12     | 11     | 7      | 8      | 7      | 14     | 11     | 19     | 17      | Rit     | 8       | 56   |
| 13   | Emiliano Ercolani      | Yamaha            | Rit    | 7      | NP     | NP     | Rit    | Rit    | 9      | 5      | 5      | 4       |         |         | 51   |
| 14   | Diego Palladino        | Yamaha            | 9      | 13     | 20     | 12     | 25     | 15     |        |        | 12     | 9       | 9       | 6       | 43   |
| 15   | Michel Agazzi          | Kawasaki          |        |        |        |        | Rit    | NP     |        |        | 16     | 5       | 10      | 2       | 37   |
| 16   | Jason Roberto Sarchi   | Kawasaki          | 7      | 11     | 22     | 18     | 27     | 20     | 10     | 14     | 11     | 12      | 11      | Rit     | 36   |
| 17   | Edoardo Colombi        | Kawasaki          | 24     | 15     | 18     | 16     | Rit    | 23     | 11     | 13     | Rit    | Rit     | 5       | 9       | 27   |
| 18   | Giacomo Zannini        | Kawasaki          | 14     | 20     | 19     | Rit    | 16     | 11     | 13     | 18     | 17     | 7       | 12      | 22      | 23   |
| 19   | Matteo Boretti         | Kawasaki          | 26     | 21     | NP     | 21     | 17     | 24     | 4      | 9      |        |         |         |         | 20   |
| 20   | Tommaso Occhi          | Yamaha            | 21     | Rit    | 15     | 14     | 21     | 16     | 12     | 12     | 14     | 15      | 14      | 12      | 20   |
| 21   | Manuel Bastianelli     | Kawasaki          | Rit    | 20     | 5      | 15     | 9      | 17     |        |        |        |         |         |         | 19   |
| 22   | Alessandro Zanca       | Kawasaki          |        |        |        |        | 6      | 8      |        |        |        |         |         |         | 18   |
| 23   | Diego Goretti          | Kawasaki          | Rit    | Rit    | 12     | 9      | 14     | 12     | Rit    | 16     | Rit    | Rit     | Rit     | Rit     | 17   |
| 24   | Nicholas Venanzoni     | Yamaha            | 20     | 16     | 14     | 11     |        |        | 7      | Rit    | Rit    | NP      |         |         | 16   |
| 25   | Roy Doti               | Yamaha            | Rit    | 18     | 16     | 13     | 20     | 30     | 22     | 21     | 10     | 11      | Rit     | 16      | 14   |
| 26   | Victor Rodriguez       | Kawasaki          | 5      | Rit    | NP     | NP     |        |        |        |        |        |         |         |         | 11   |
| 28   | Mattia Capogreco       | Kawasaki e Yamaha | Rit    | Rit    | 17     | 10     | 33     | 19     | 15     | 22     |        |         |         |         | 7    |
| 32   | Edoardo Mattia Savioli | Kawasaki          | 25     | 27     | 23     | 23     | 19     | 22     | 16     | 19     | 15     | 14      | 15      | 13      | 7    |
| 29   | Federico Iacoi         | Yamaha            | Rit    | 14     | 13     | 20     | 26     | Rit    | 24     | 20     | 22     | 21      |         |         | 5    |
| 30   | Edorardo Aquilano      | Yamaha            | 12     | 19     |        |        |        |        |        |        |        |         |         |         | 4    |
| 31   | Raffaele Tragni        | Yamaha            | 13     | Rit    | 21     | 17     | 32     | 33     | 20     | 15     | 18     | 16      | 19      | 19      | 4    |
| 32   | Nicola Plazzi          | Kawasaki          | 23     | Rit    | 25     | Rit    | 24     | 27     | 21     | 25     | 24     | 22      | Rit     | 14      | 2    |
| 33   | Davide Bollani         | Yamaha            |        |        |        |        |        |        | 28     | 17     |        |         | Rit     | 15      | 1    |
| 34   | Sara Sanchez           | Kawasaki          | 16     | 23     | NP     | NP     | 15     | 25     | NP     | NP     | NP     | NP      | 23      | Rit     | 1    |
| 35   | Nicolas Garcia Turesso | Kawasaki          | 15     | 23     | 19     | 24     | Rit    | 31     |        |        |        |         |         |         | 1    |
| Pos. | Pilota                 | Moto              | 1 MIS1 | 2 MIS2 | 3 VAL1 | 4 VAL2 | 5 MUG1 | 6 MUG2 | 7 MIS1 | 8 MIS2 | 9 MUG1 | 10 MUG2 | 11 IMO1 | 12 IMO2 | P.ti |

| Legenda | 1º posto        | 2º posto            | 3º posto           | A punti      | Senza punti        | Grassetto – Pole position Corsivo – Giro più veloce |
| Legenda | Gara non valida | Non qual./Non part. | Ritirato/Non class | Squalificato | '-' Dato non disp. | Grassetto – Pole position Corsivo – Giro più veloce |

#### Classifica Costruttori[67]
| Pos. | Costruttore | 1 MIS1 | 2 MIS2 | 3 VAL1 | 4 VAL2 | 5 MUG1 | 6 MUG2 | 7 MIS1 | 8 MIS2 | 9 MUG1 | 10 MUG2 | 11 IMO1 | 12 IMO2 | P.ti |
| ---- | ----------- | ------ | ------ | ------ | ------ | ------ | ------ | ------ | ------ | ------ | ------- | ------- | ------- | ---- |
| 1    | Kawasaki    | 2      | 2      | 1      | 2      | 1      | 1      | 1      | 1      | 2      | 3       | 2       | 1       | 266  |
| 2    | Yamaha      | 1      | 1      | 4      | 1      | 2      | 2      | 7      | 2      | 1      | 1       | 1       | 3       | 248  |
| NC   | KTM         |        |        | 29     | 25     |        |        | 23     | 27     | 29     | 27      |         |         | 0    |

### Moto3

#### Classifica Piloti[68]
Dove non indicata la nazionalità si intende pilota italiano. Tutte le motociclette in competizione sono equipaggiate con pneumatici forniti dalla Dunlop.
| Pos. | Pilota                   | Moto              | 1 MIS1 | 2 MIS2 | 3 VAL1 | 4 VAL2 | 5 MUG1 | 6 MUG2 | 7 MIS1 | 8 MIS2 | 9 MUG1 | 10 MUG2 | 11 IMO1 | 12 IMO2 | P.ti |
| ---- | ------------------------ | ----------------- | ------ | ------ | ------ | ------ | ------ | ------ | ------ | ------ | ------ | ------- | ------- | ------- | ---- |
| 1    | Cesare Tiezzi            | BeOn              | 1      | 3      | 3      | 2      | 5      | 4      | 5      | 5      | 2      | 6       | 2       | 1       | 198  |
| 2    | Nicola Fabio Carraro     | BeOn              | 5      | 2      | 1      | 1      | 1      | Rit    | 1      | 2      | [ 69 ] | [ 69 ]  | 1       | 2       | 196  |
| 3    | Biagio Miceli            | --                | 2      | 7      | 2      | 9      | 2      | 3      | 6      | 6      | 4      | 4       | Rit     | 3       | 154  |
| 4    | Alberto Ferrandez        | 2WheelsPoliTO     | 3      | 1      |        |        | 3      | 2      | 2      | 3      | 3      | 2       |         |         | 149  |
| 5    | Cristian Lolli           | BeOn              | 10     | 8      | 5      | 3      | 6      | 6      | 8      | 9      | 11     | 7       | 5       | 6       | 111  |
| 6    | Vicente Pérez            | Phantom e BeOn    |        |        | 4      | Rit    | Rit    | Rit    | 16     | 7      | 1      | 1       | 3       | Rit     | 88   |
| 7    | Leonardo Abruzzo         | BeOn              | 12     | 9      | 8      | 4      | Rit    | Rit    | 10     | 11     | 8      | 8       | 8       | 5       | 78   |
| 8    | Guido Pini               | BeOn e Bucci Moto |        |        |        |        | 4      | 1      | 4      | 1      | NV     | NV      |         |         | 76   |
| 9    | Matteo Morri             | --                | 11     | 6      | 6      | 11     | 10     | Rit    | Rit    | NP     | 6      | 9       | 6       | 7       | 72   |
| 10   | Daniel Da Lio            | --                | 13     | 15     | 11     | 7      | 9      | 7      | 7      | 8      | 5      | Rit     | Rit     | 9       | 69   |
| 11   | Michele Amadori          | BeOn              | 9      | Rit    | 10     | 5      | 7      | 5      | 11     | 13     | Rit    | 14      | Rit     | 4       | 67   |
| 12   | Manuel Margarito         | Phantom           | Rit    | 11     | 7      | 8      | 12     | 12     | 15     | 10     | 9      | Rit     | 10      | 12      | 54   |
| 13   | Alessandro Sciarretta    | BeOn              | 6      | 4      |        |        |        |        | 12     | 12     | Rit    | 11      | 7       | 8       | 53   |
| 14   | Nicolas Mattia Fruscione | --                | 8      | 10     | Rit    | 10     | 8      | 11     | Rit    | NP     | Rit    | 12      | 9       | 10      | 50   |
| 15   | Alessio Mattei           | --                | 15     | 13     | Rit    | 6      | 11     | 13     | 14     | 16     | 10     | 13      | 11      | 11      | 43   |
| 16   | Harrison Voight          | BeOn              |        |        |        |        |        |        | 3      | 4      |        |         |         |         | 29   |
| 17   | Jacopo Villani           | BeOn              | 7      | 12     | 9      | Rit    | 15     | 10     | Rit    | NP     |        |         |         |         | 27   |
| 18   | Daniel Muñoz             | Phantom           |        |        |        |        |        |        |        |        | 7      | 3       |         |         | 25   |
| 19   | Riccardo Trolese         | BeOn              | 4      | 5      |        |        |        |        |        |        |        |         |         |         | 24   |
| 20   | Mattia Volpi             | Brevo             | Rit    | Rit    |        |        | Rit    | Rit    | 9      | Rit    | Rit    | 5       |         |         | 18   |
| 21   | Erik Michielon           | --                |        |        | Rit    | Rit    | 14     | 9      | 13     | 14     | 13     | Rit     |         |         | 17   |
| 22   | Gian Paolo Di Vittori    | --                | Rit    | 14     | Rit    | Rit    | 13     | 8      | Rit    | 15     |        |         |         |         | 14   |
| 23   | Lorenzo Bartalesi        | Brevo             |        |        |        |        |        |        |        |        |        |         | 4       | NP      | 13   |
| 24   | Juan Alvaro Fuertes      | --                |        |        |        |        |        |        |        |        | 12     | 10      |         |         | 10   |
| 25   | Devis Venturato          | BeOn              | 16     | 16     | 12     | 12     | 16     | 14     |        |        |        |         |         |         | 10   |
| 26   | Mattia Cecchini          | BeOn              |        |        |        |        |        |        |        |        |        |         | 12      | 13      | 7    |
| 27   | Adrian Cruces            | Phantom           | 14     | Rit    |        |        |        |        |        |        |        |         |         |         | 2    |
| Pos. | Pilota                   | Moto              | 1 MIS1 | 2 MIS2 | 3 VAL1 | 4 VAL2 | 5 MUG1 | 6 MUG2 | 7 MIS1 | 8 MIS2 | 9 MUG1 | 10 MUG2 | 11 IMO1 | 12 IMO2 | P.ti |

| Legenda | 1º posto        | 2º posto            | 3º posto           | A punti      | Senza punti        | Grassetto – Pole position Corsivo – Giro più veloce |
| Legenda | Gara non valida | Non qual./Non part. | Ritirato/Non class | Squalificato | '-' Dato non disp. | Grassetto – Pole position Corsivo – Giro più veloce |

#### Classifica Costruttori[70]
| Pos. | Costruttore   | 1 MIS1 | 2 MIS2 | 3 VAL1 | 4 VAL2 | 5 MUG1 | 6 MUG2 | 7 MIS1 | 8 MIS2 | 9 MUG1 | 10 MUG2 | 11 IMO1 | 12 IMO2 | P.ti |
| ---- | ------------- | ------ | ------ | ------ | ------ | ------ | ------ | ------ | ------ | ------ | ------- | ------- | ------- | ---- |
| 1    | BeOn          | 1      | 2      | 1      | 1      | 1      | 1      | 1      | 1      | 1      | 1       | 1       | 1       | 295  |
| 2    | 2WheelsPoliTO | 3      | 1      |        |        | 3      | 2      | 2      | 3      | 3      | 2       |         |         | 149  |
| 3    | Phantom       | 14     | 11     | 4      | 8      | 12     | 12     | 15     | 7      | 7      | 3       | 10      | 12      | 81   |
| 4    | Brevo         | Rit    | Rit    |        |        | Rit    | Rit    | 9      | Rit    | Rit    | 5       | 4       | NP      | 31   |
| NC   | --            | NV     | NV     | NV     | NV     | NV     | NV     | NV     | NV     | NV     | NV      | NV      | NV      | 0    |
| -    | Bucci Moto    |        |        |        |        |        |        |        |        | NV     | NV      |         |         | 0    |
| -    | KTM           |        |        |        |        |        |        | NP     | NP     |        |         |         |         | 0    |

## Sistema di punteggio
| Pos.  | 1  | 2  | 3  | 4  | 5  | 6  | 7 | 8 | 9 | 10 | 11 | 12 | 13 | 14 | 15 | 16> |
| Punti | 25 | 20 | 16 | 13 | 11 | 10 | 9 | 8 | 7 | 6  | 5  | 4  | 3  | 2  | 1  | 0   |